# Leiocolea alpestris
Leiocolea alpestris là một loài rêu tản trong họ Jungermanniaceae. Loài này được (Schleich.) Isov. miêu tả khoa học lần đầu tiên năm 1978.